# Al-Gharafa Sports Club
El Al-Gharafa (en árabe: الغرافة الرياضي‎, romanizado: Al-Gharafa Al-Riyadi) es un club de fútbol fundado en 1979 como Al-Ittihad. Tiene por sede la ciudad de Doha, en Catar. Algunos de los jugadores más famosos que han pasado por este equipo son Ze Roberto, Juninho, Hector Moreno, Wesley Sneijder y Joselu Mato.

## Presidentes
| Periodo                           | Nombre                                  |
| --------------------------------- | --------------------------------------- |
| Septiembre de 1979 – mayo de 1982 | Khalifa bin Fahad bin Mohammed Al Thani |
| Mayo de 1982 – mayo de 1984       | Saad Mohammed Al-Rumaihi                |
| Mayo de 1984 – mayo de 1989       | Sheikh Mohammed bin Jassim Al Thani     |
| Mayo de 1989 – mayo de 1991       | Sheikh Jassim bin Faisal Al Thani       |
| Mayo de 1991 – mayo de 1992       | Sheikh Khalid bin Thani Al Thani        |
| Mayo de 1992 – mayo de 2001       | Sheikh Jassim bin Khalifa Al Thani      |
| Mayo de 2001 – mayo de 2005       | Sheikh Jassim bin Thamer al Thani       |
| Mayo de 2005 -                    | Sheikh Hamad bin Thamer Al Thani        |

## Personal administrativo
- Presidente:  Sheikh Hamad bin Thamer Al Thani
- Vicepresidente:  Sheikh Khaled bin Ahmed Al Thani
- Secretario General:  Jassem al Mansoury
- Junta Directiva:  Sheikh Hamad bin Mohammed Al Thani,  Sheikh Abdullah bin Hamad bin Jasem Al Thani
- Tesorero:  Sheikh Thani bin Thamer Al Thani

## Palmarés

### Torneos nacionales
- Liga de las Estrellas (7): 1991/92, 1997/98, 2001/02, 2004/05, 2007/08, 2008/09, 2009/10
- Copa del Emir de Catar (8): 1995, 1996, 1997, 1998, 2002, 2009, 2012, 2025
- Copa Príncipe de la Corona de Catar (2): 1999/00, 2009/10
- Copa de las Estrellas de Catar (1): 2009

### Torneos internacionales
- Liga de Campeones Árabe (1): 1999

## Participación en competiciones de la AFC
| Liga de Campeones de la AFC | Liga de Campeones de la AFC | Liga de Campeones de la AFC | Liga de Campeones de la AFC | Liga de Campeones de la AFC | Liga de Campeones de la AFC                           |
| Fecha                       | Ronda                       | Resultados                  | Rival                       | Sede                        | Anotador(es)                                          |
| --------------------------- | --------------------------- | --------------------------- | --------------------------- | --------------------------- | ----------------------------------------------------- |
| 8 de marzo de 2006          | Grupos                      | 0 – 2                       | Saba Battery                | Doha, Catar                 |                                                       |
| 22 de marzo de 2006         | Grupos                      | 0 – 2                       | Al-Wahda                    | Abu Dabi, UAE               |                                                       |
| 12 de abril de 2006         | Grupos                      | 4 – 0                       | Al-Karamah                  | Doha, Catar                 | A'ala Hubail (2), Lawrence Quaye, Ismaiel Ali         |
| 26 de abril de 2006         | Grupos                      | 1 – 3                       | Al-Karamah                  | Homs, Siria                 | Lawrence Quaye                                        |
| 3 de mayo de 2006           | Grupos                      | 1 – 4                       | Saba Battery                | Teherán, Irán               | Abdulla Al-Mazroa                                     |
| 17 de mayo de 2006          | Grupos                      | 5 – 3                       | Al-Wahda                    | Doha, Catar                 | A'ala Hubail (3), Fahad Al Shammari, Sergio Ricardo   |
| 12 de marzo de 2008         | Grupos                      | 1 – 1                       | Arbil                       | Zarqa, Jordania             | Araújo                                                |
| 19 de marzo de 2008         | Grupos                      | 2 – 2                       | Pakhtakor                   | Doha, Catar                 | Younis Mahmoud, Araújo                                |
| 9 de abril de 2008          | Grupos                      | 0 – 1                       | Al Qadisiya Kuwait          | Kuwait City, Kuwait         |                                                       |
| 23 de abril de 2008         | Grupos                      | 0 – 1                       | Al Qadisiya Kuwait          | Doha, Catar                 |                                                       |
| 7 de mayo de 2008           | Grupos                      | 0 – 1                       | Arbil                       | Doha, Catar                 |                                                       |
| 21 de mayo de 2008          | Grupos                      | 0 – 2                       | Pakhtakor                   | Taskent, Uzbekistán         |                                                       |
| 10 de marzo de 2009         | Grupos                      | 1 – 3                       | Al-Shabab                   | Doha, Catar                 | Araújo                                                |
| 17 de marzo de 2009         | Grupos                      | 2 – 0                       | Sharjah                     | Sharjah, UAE                | Nasser Kamil, Araújo                                  |
| 8 de abril de 2009          | Grupos                      | 1 – 3                       | Persépolis                  | Teherán, Irán               | Fernandão                                             |
| 21 de abril de 2009         | Grupos                      | 5 – 1                       | Persépolis                  | Doha, Catar                 | Fernandão, Araújo (3), Nashat Akram                   |
| 6 de mayo de 2009           | Grupos                      | 0 – 1                       | Al-Shabab                   | Riad, Arabia Saudita        |                                                       |
| 23 de febrero de 2010       | Fase de grupos              | 2 – 1                       | Al-Jazira                   | Abu Dabi, UAE               | Otmane El Assas, Younis Mahmoud                       |
| 9 de marzo de 2010          | Fase de grupos              | 3 – 2                       | Al-Ahli                     | Doha, Catar                 | Mirghani Al Zain, Saad Al-Shammari, Araújo            |
| 23 de marzo de 2010         | Fase de grupos              | 0 – 3                       | Esteghlal                   | Teherán, Irán               |                                                       |
| 31 de marzo de 2010         | Fase de grupos              | 1 – 1                       | Esteghlal                   | Doha, Catar                 | Younis Mahmoud                                        |
| 14 de abril de 2010         | Fase de grupos              | 4 – 2                       | Al-Jazira                   | Doha, Catar                 | Araújo (3), Otmane El Assas                           |
| 28 de abril de 2010         | Fase de grupos              | 1 – 0                       | Al-Ahli                     | Yeda, Arabia Saudita        | Naser Kamil                                           |
| 11 de mayo de 2010          | Octavos de final            | 1 – 0                       | Pakhtakor                   | Doha, Catar                 | Araújo                                                |
| 15 de septiembre de 2010    | Cuartos de final            | 0 – 3                       | Al-Hilal                    | Riad, Arabia Saudita        |                                                       |
| 22 de septiembre de 2010    | Cuartos de final            | 4 – 2                       | Al-Hilal                    | Doha, Catar                 | Mirghani Al Zain, Younis Mahmoud (2), Otmane El Assas |
| 1 de marzo de 2011          | Fase de grupos              | 0 – 0                       | Al-Jazira                   | Abu Dabi, UAE               |                                                       |
| 15 de marzo de 2011         | Fase de grupos              | 0 – 1                       | Al-Hilal                    | Doha, Catar                 |                                                       |
| 5 de abril de 2011          | Fase de grupos              | 0 – 2                       | Sepahan                     | Isfahán, Irán               |                                                       |
| 29 de abril de 2011         | Fase de grupos              | 1 – 0                       | Sepahan                     | Doha, Catar                 | Amara Diané                                           |
| 4 de mayo de 2011           | Fase de grupos              | 5 – 2                       | Al-Jazira                   | Doha, Catar                 | Younis Mahmoud (3), Amara Diané, Mirghani Al Zain     |
| 11 de mayo de 2011          | Fase de grupos              | 0 – 2                       | Al-Hilal                    | Riad, Arabia Saudita        |                                                       |